# Эгагропила Линнея
Эгагропила Линнея (лат. Aegagropila linnaei) — вид зелёных водорослей из семейства кладофоровых (Cladophoraceae). В литературе часто встречается под своим устаревшим названием Cladophora aegagropila. Вид назван в честь Карла Линнея (1707—1778), выдающегося шведского естествоиспытателя и медика.
В Японии известно под названием маримо и используется, как аквариумное растение.

## Биологическое описание
Представляет собой колонию зелёных водорослей размером 6—12 см. Вид распространён в озёрах и реках умеренных широт Северного полушария, где температура воды летом не превышает 18—22 °С.
Слоевище эгагропилы, имеющее форму, близкую к правильному шару, состоит из ветвящихся нитей.